# Kiosk okrętu podwodnego

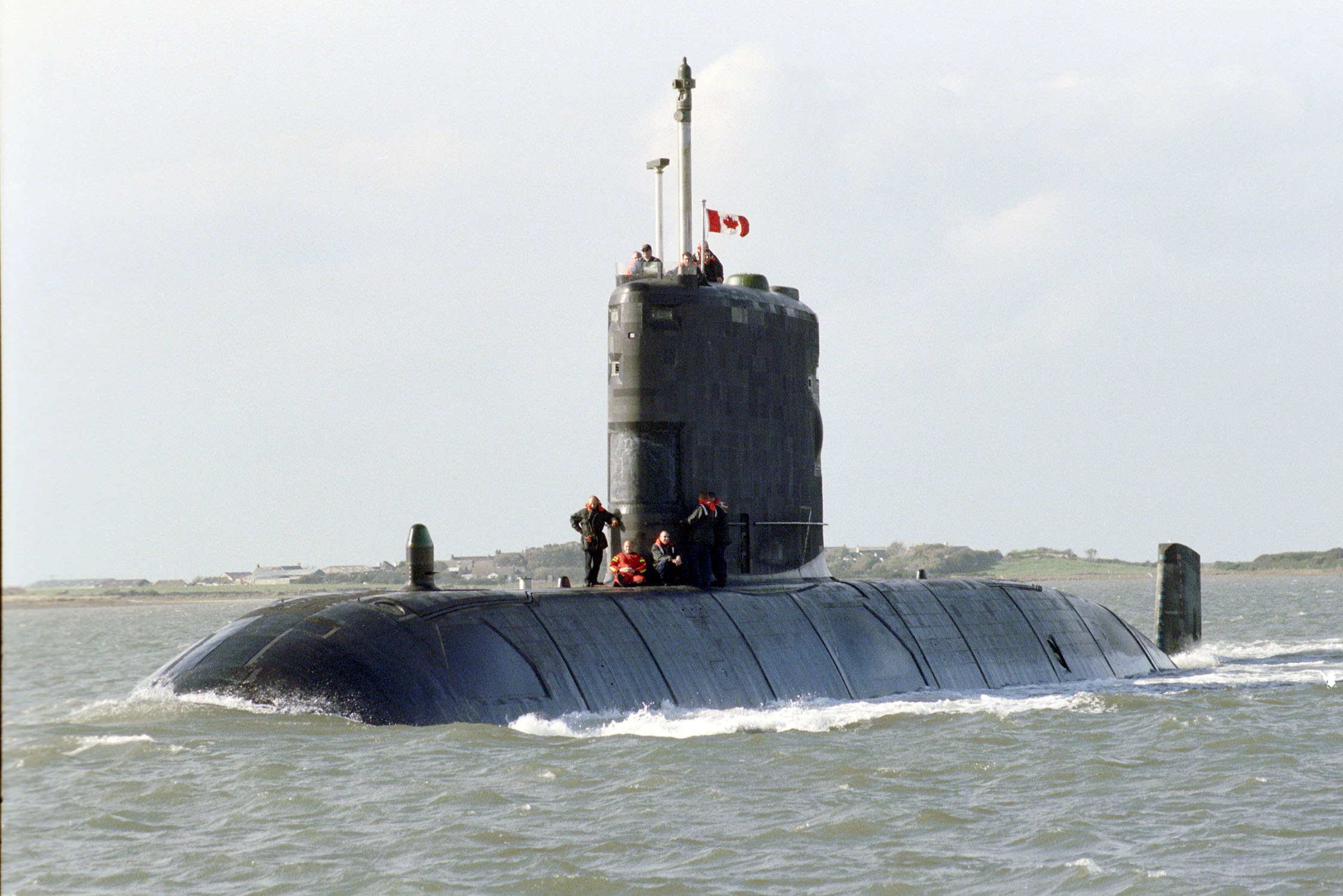
Wynurzony okręt HMCS "Windsor" z widocznym kioskiem

Kiosk – wodoszczelna nadbudówka na kadłubie okrętu podwodnego, nad którą znajduje się obudowana platforma nazywana pomostem, służąca do prowadzenia obserwacji w pozycji nawodnej jednostki. Stanowi również osłonę dla zewnętrznych urządzeń okrętu, takich jak: anteny radiowe, peryskopy, radary, chrapy. Na większych jednostkach może mieścić kapsuły ratunkowe (np. rosyjskie okręty typu Oscar II). W niektórych typach okrętów na kiosku umieszcza się również stery głębokości (np. w starszych jednostkach amerykańskich typu Los Angeles). 

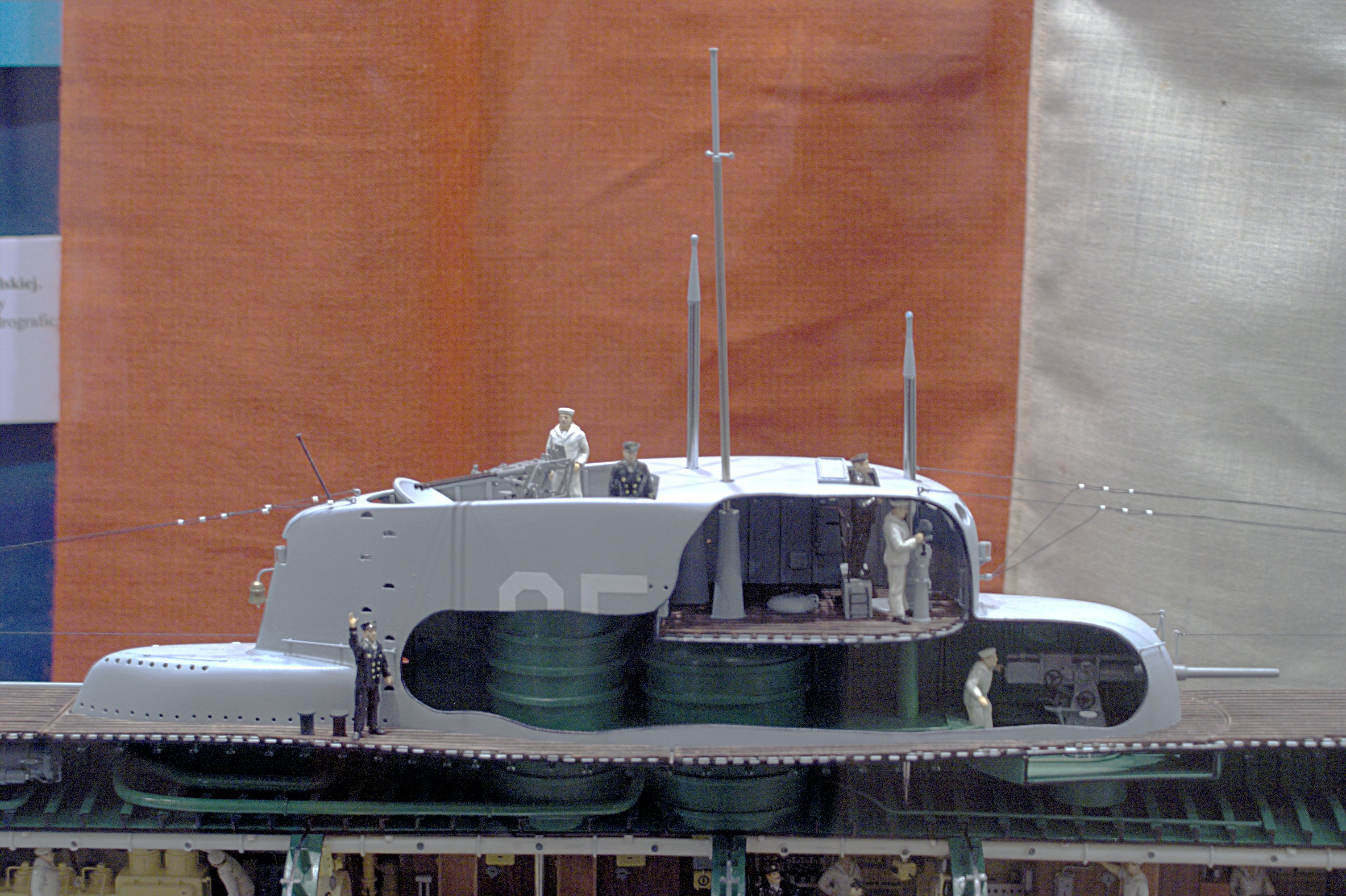
Przekrój kiosku ORP Orzeł z 1939 r.

Dawniej w kiosku przebywał podczas zanurzenia dowódca okrętu, stąd też obserwował powierzchnię morza za pomocą peryskopu, wydawał rozkazy podczas alarmu bojowego oraz dowodził atakiem na okręt nieprzyjaciela. Tam też mogły się znajdować kalkulatory strzelań torpedowych. Obecnie zamiast pomieszczenia dla dowódcy funkcjonuje tylko przejście na wyżej wspomniany pomost. Dowodzenie zostało przeniesione do bojowego centrum dowodzenia oraz bojowego centrum informacyjnego znajdujących się wewnątrz kadłuba okrętu pod kioskiem. Na niektórych okrętach podwodnych w kiosku umieszczane były silosy (szyby) pocisków rakietowych (radzieckie op. typu Golf) oraz dział przeciwlotniczych (ORP "Orzeł").